# Ruta Estatal de Nevada 373
La Ruta Estatal de Nevada 373, y abreviada SR 373 (en inglés: Nevada State Route 373) es una carretera estatal estadounidense ubicada en el estado de Nevada. La carretera inicia en el Sur desde la SR 127  en la frontera con el estado de California hacia el Norte en la US 95     en Amargosa Valley Junction. La carretera tiene una longitud de 26,2 km (16.304 mi).

## Mantenimiento
Al igual que las autopistas interestatales, y las rutas federales y el resto de carreteras estatales, la Ruta Estatal de Nevada 373 es administrada y mantenida por el Departamento de Transporte de Nevada por sus siglas en inglés Nevada DOT.